# Хабаров, Антон Олегович
Анто́н Оле́гович Хаба́ров (род. 11 января 1981, Балашиха, Московская область, РСФСР, СССР) — российский актёр театра и кино.

## Биография
Антон Хабаров родился 11 января 1981 года в городе Балашихе Московской области.
Отец — Олег Владимирович Хабаров (родился в 1963) работал слесарем на заводе, позже — токарем-краснодеревщиком на мебельном производстве. Мать — Марина Анатольевна Хабарова (родилась в 1963) была почётным воспитателем детского сада. Родители были одноклассниками, а практически сразу после окончания школы у них родился сын Антон. Поэтому отец, будучи к тому времени лучшим на потоке студентом университета, принял решение отказаться от получения высшего образования, чтобы обеспечивать семью. Через 4 года в семье родилась дочь Елизавета (была рождена в 1985), в настоящее время она работает ветеринарным врачом-кардиологом.
В школьные годы, в течение всех 10 лет учёбы, Антон занимался спортивными бальными танцами, участвовал в крупных соревнованиях, был серебряным и бронзовым призёром на чемпионатах России, является кандидатом в мастера спорта. Мечтал окончить Санкт-Петербургскую государственную академию физической культуры имени П. Ф. Лесгафта и открыть свою танцевальную школу. Но поступить в академию ему не удалось и он завершил танцевальную карьеру. Занимался также баскетболом.
После школы хотел служить по призыву в рядах армии РФ, но не прошёл медкомиссию из-за плохого зрения (высокая степень близорукости, -7 диоптрий на оба глаза).
По окончании средней школы в 1997 году поступил на факультет режиссуры любительского театра Московского областного колледжа искусств при Московском государственном институте культуры в Химках (курс Е. О. Багровой и В. И. Тиндиковой), где проучился 3 года. В 2000 году, не доучившись в колледже на режиссёра последний год, отправился в Москву учиться на актёра, где поступил сразу в 3 театральных ВУЗа: МХАТ, Щукинское, Щепкинское. В итоге выбрал «Щепку» из-за мастера Виктора Коршунова.
В 2004 году окончил актёрский факультет Высшего театрального училища (института) имени М. С. Щепкина при Государственном академическом Малом театре России в Москве (мастерская Виктора Коршунова), сразу после чего был принят в труппу Московского театра «Современник».
С 2002 года по настоящее время активно снимается в художественных фильмах и телесериалах.
В 2008—2011 годах служил в Московском академическом театре имени Владимира Маяковского под руководством Сергея Арцибашева.
С 2008 года выступает в качестве ведущего ежегодных всероссийских вечеров памяти павших в ходе боевых действий на территории Северо-Кавказского региона «Помяни нас, Россия…», который проходит при поддержке фонда ветеранов боевых действий «Рокада», созданного в 1998 году ветеранами боевых действий в Чечне по инициативе Сергея Говорухина.
С 2009 года работает на радио «Культура». Принимал участие в радиопостановках романа «Месяц в деревне» И. С. Тургенева, «Рассказов о любви» Максима Горького, романа «Тайна Эдвина Друда» Чарльза Диккенса, «Рассказов Ивана Сударева» Алексея Толстого.
В 2010 году принял участие в паре с Екатериной Трофимовой в развлекательном телешоу «Танцы со звёздами» на телеканале «Россия-1». Пара заняла 4-е место.
С 2013 года является актёром Московского губернского театра (художественный руководитель — Сергей Безруков).

### Увлечения
- Игра на фортепьяно (классическая музыка)
- Шахматы
- Верховая езда
- Дайвинг (Advance)
- Баскетбол
- Классические танцы

### Личная жизнь
Жена — Елена Хабарова (урождённая Степучева, родилась в Калининграде), однокурсница Антона Хабарова по ВТУ (институту) имени М. С. Щепкина (выпуск 2004 года), актриса театра и кино, с 2014 года служит в труппе Московского губернского театра и с 2017 года осуществляет тифлокомментирование спектаклей. Пара вместе с 2000 года, поженились после окончания института в 2004 году.
Сын Владислав (род. в 2007), дочь Алина (род. в 2010).

## Творчество

### Работы в театре

#### Московский театр «Современник» (2004—2008)
- 2005 — «Подлинная история М. Готье по прозвищу „Дама с камелиями“», инсценировка Юрия Ерёмина романа «Дама с камелиями» Александра Дюма (сына) (режиссёр — Юрий Ерёмин; премьера — 18 февраля 2005) — Арман Дюваль[8]
- 2006 — «Антоний & Клеопатра. Версия» по пьесе Олега Богаева и Кирилла Серебренникова по мотивам трагедии «Антоний и Клеопатра» Уильяма Шекспира (режиссёр — Кирилл Серебренников; премьера — 4 октября 2006) — Агриппа
- 2007 — «Мален» по пьесе «Принцесса Мален» Мориса Метерлинка (режиссёр — Владимир Агеев; премьера — 30 мая 2007) — Ангус, друг принца Гиальмара
- 2008 — «А вам не хотится ль под ручку пройтиться?..», 75 минут поэзии, любви и музыки (режиссёр — Игорь Кваша; премьера — 4 февраля 2008, спектакль приурочен к 75-летию Игоря Кваши) — Чтец

#### Московский академический театр имени Владимира Маяковского(2008—2010)
- «Круг» Сомерсета Моэма — Тедди Льютон
- «Опасный поворот» Джона Пристли — Чарльз Тревор Стэнтон
- «Три сестры» А. П. Чехова — Василий Васильевич Солёный

#### Московский губернский театр(с 2013)[3]
- 2013 — 2022 «Нашла коса на камень» (реж. Сергей Безруков) — Егор Глумов[9]
- 2015 — 2019 «Сирано де Бержерак» (реж. Сергей Безруков) — Ле Бре[10]
- 2015 — «Скамейка» (реж. Дмитрий Дюжев) — Он[11]
- 2016 — «Свадьба Кречинского» (реж. Гульнара Галавинская) — Михаил Васильевич Кречинский[12]
- 2017 — «Вишнёвый сад» А. П. Чехова (реж. Сергей Безруков) — Ермолай Алексеевич Лопахин, купец[13]
- 2020 — «Дядя Ваня» А. П. Чехова (реж. Сергей Безруков) — Михаил Львович Астров, Врач[14]
- 2025 — «Дон Жуан. Новый миф» Ж.-Б. Мольер (реж. Максим Меламедов) — Дон Жуан[15]

#### «Печерский. Театр» (Москва) (2019)
- 2019 — 2019 «Случайное танго» Виктора Аима (реж. Илья Макаров) — ангел[16][17]

### Фильмография
- 2002 — Госпожа Победа (фильм 3 «Чёрная пустота») — эпизод
- 2003 — Медовый месяц — эпизод
- 2005 — Доктор Живаго (серии 1-5) — Родион Фёдорович Гишар, брат Лары[18]
- 2006 — Скрипачка (короткометражный)
- 2007—2008 — И всё-таки я люблю… — Вадим Николаевич Лягушов, отец Маргариты[19].
- 2008 — Антоний & Клеопатра. Версия (фильм-спектакль) — Агриппа, приверженец Цезаря
- 2008 — Никто, кроме нас... — Павел Истратов, капитан
- 2009 — Братаны — Сергей Дмитриевич Явликин, бывший десантник[20][21]
- 2009 — Ермоловы — Григорий Кталхерман, сотрудник московского ЧК
- 2009 — Любить и ненавидеть (дело № 2 «Королевский сорняк») — Кирилл Богданов
- 2009 — Хозяйка тайги (фильм 4 «Дельта») — эпизод
- 2010 — Братаны 2 — Сергей Дмитриевич Явликин, бывший десантник[20][22]
- 2010 — Сердце матери — Михаил Гурьянов, муж Веры
- 2011 — Аптекарь — преподаватель
- 2011—2012 — Закрытая школа — Виктор Николаевич Поляков, преподаватель русского языка и литературы; директор элитной школы-пансиона «Логос»
- 2011 — Мишень — Андрей
- 2011 — Пока Шива танцует — Владимир Бубнов, пилот
- 2011 — Сердце врага (не был завершён) — Хальц
- 2012 — Братаны 3 — Сергей Дмитриевич Явликин, бывший десантник[20][23]
- 2013 — Две зимы и три лета — Михаил Пряслин[24]
- 2014 — Братаны 4 — Сергей Дмитриевич Явликин, бывший десантник[20][25]
- 2014 — Неформат — Андрей Волин, топ-менеджер «Открытого канала»
- 2014 — Серьёзные отношения — Игорь Владимирович Северский, муж Ирины Евгеньевны Северской
- 2014 — Слава — Валерий Харламов, советский хоккеист
- 2014 — Трюкач — Сергей Заборский, актер
- 2014 — Хроника гнусных времён — Кирилл Костромин
- 2015 — 25-й час — Андрей Литвин, фотограф
- 2015 — Влюблённые женщины — Стас, коллега Светланы
- 2015 — Неподсудные — Сергей Земцов
- 2016 — Мурка — Костя Бланк, счетовод[26]
- 2017 — Троцкий — Алексей Михайлович Щастный, капитан 1-го ранга[27]
- 2018 — Жертва любви — Игорь Жданов, программист[28]
- 2018 — Свадьбы и разводы — Марк Маркович Соколовский, руководитель юридического бюро «Марк Соколовский и сын», адвокат по бракоразводным процессам[29]
- 2018 — Селфи с судьбой — Илья Сергеевич Субботин, профессор физико-математических наук[30]
- 2018 — Сирано де Бержерак (киноверсия спектакля) — Ле Бре
- 2019 — Адвокатъ Ардашевъ: Маскарад со смертью — Клим Пантелеевич Ардашев, присяжный поверенный (адвокат)[31]
- 2019 — Адвокатъ Ардашевъ: Убийство на водахъ — Клим Пантелеевич Ардашев, присяжный поверенный (адвокат)[31]
- 2019 — Конец невинности — Игорь Кондрашов[32]
- 2019 — Операция «Валькирия»  — Игорь Чердынцев / Алексей Чердынцев[33]
- 2019 — Отчим — Игорь Вячеславович Галицкий, секретарь местного краевого комитета КПСС[34].
- 2020 — Адвокатъ Ардашевъ: Тайна персидского обоза — Клим Пантелеевич Ардашев, присяжный поверенный (адвокат)[31]
- 2020 — Бывшие — Дмитрий Степанов, бывший муж Ольги
- 2020 — Казанова — Игорь Апрельцев (Казанова), аферист[35]
- 2021 — Адвокатъ Ардашевъ: Кровь на палубе — Клим Пантелеевич Ардашев, присяжный поверенный (адвокат)[36]
- 2021 — Воскресенский — Андрей Андреевич Платов, промышленник[37]
- 2022 — Алекс Лютый: Дело Шульца — подполковник КГБ Андрей Елисеев[38]
- 2022 — Великая: Золотой век — Григорий Орлов[39].
- 2022 — Триггер 2 — Эдик, шопоголик[40]
- 2022 — Я знаю твои секреты 8: Белый рыцарь — Григорий Буров, следователь[41]
- 2022 — Я знаю твои секреты 9: Галатея — Григорий Буров, следователь[41]
- 2022 — Я знаю твои секреты 10: Ребус для Нины — Григорий Буров, следователь[41]
- 2023 — Я знаю твои секреты 11: Мёртвые души — Григорий Буров, следователь[41]
- 2023 — Я знаю твои секреты 12: Кукушка — Григорий Буров, следователь[41]
- 2024 — 1963. Время, вперёд! — Толя, слесарь[42]
- 2024 — Алекс Лютый: Дело сирот — Андрей Елисеев, подполковник КГБ[43]
- 2024 — В парке Чаир — Андрей, разведчик[44]
- 2024 — Одесса (в производстве) — Владимир[45]
- 2024 — Страх над Невой  — Владимир Чубин, майор КГБ[46]
- 2024 — Казанова. В бегах — Игорь Апрельцев (Казанова), аферист[47]
- 2024 — Бессоница (в производстве) — Иван Корбун (следователь)[48]
- 2025 — Страх над Невой. Огненный круг (в производстве) — Владимир Чубин, майор КГБ[49]

## Премии, благодарности
- 2020 — Антон Хабаров победил в номинации «Актёр года» за главную роль в фильме «Казанова»[50][51].
- 2021 — Антон Хабаров стал лауреатом премии «Звезда Театрал» в номинации «Лучшая мужская роль второго плана» за роль Астрова, в постановке Сергея Безрукова «Дядя Ваня»[52].
- 2022 — Антон Хабаров стал лауреатом премии Андрея Миронова «Фигаро», в номинации «Лучшие из лучших», за блистательное исполнение ролей в кинематографе и на Российской театральной сцене[53].
- 2023 — Антон Хабаров получил благодарность от Министра культуры Российской Федерации за большой вклад в развитие культуры и многолетнюю плодотворную работу[54].

## Награды
- 2013 — орден военных корреспондентов (11 декабря 2013).
- 2014 — медаль «За заслуги в увековечении памяти погибших защитников Отечества» (приказ министра обороны РФ Сергея Шойгу от 2014 года) — за большой личный вклад в увековечение памяти погибших защитников Отечества[5].
- 2020 — орден «За заслуги перед погибшими».

## Интервью
- Антон Хабаров: «Актёры — это не те люди, про которых надо печатать в журналах» (часть 1). // Наталия Козлова, YESTOTO (июль, 2019 г.).
- Антон Хабаров: «Актёры — это не те люди, про которых надо печатать в журналах» (часть 2). // Наталия Козлова, YESTOTO (июль, 2019 г.).
- Антон Хабаров – Мистер «Могло бы быть и лучше». // Наталия Козлова, YESTOTO (июнь, 2021 г.).
- Антон Хабаров "Несвободный художник"  Атмосфера № 10-2024 г.
- Интервью с Антоном Хабаровым: «Мне нравится женский взгляд на кино» // (2 июля 2025) / Анна Ентякова